# 于睿
于睿（1992年8月11日—），是一名中国足球运动员，司职后卫，现效力于中国足球超级联赛球队上海上港。

## 俱乐部生涯
于睿早期在厦门蓝狮接受职业足球训练，2007赛季厦门蓝狮解散后转投成都谢菲联，并被作为俱乐部二队球队送到香港谢菲联参加2008/09赛季香港甲组足球联赛。2009/10赛季被租借到另一支港甲球队四海流浪，但因为手续问题没有出场。
2010年初，于睿被租借到中乙联赛球队天津松江。他在2010赛季中乙联赛中出场18次，帮助球队在总决赛获得亚军，升级到中甲联赛。2010年12月，于睿正式转会加盟天津松江。
2012年12月，于睿转投中超球队贵州人和。 2013赛季，他在贵州人和难以觅得上场机会，7月份被租借到中乙球队河北中基。 他在中乙联赛出场11次，射进1球，帮助球队升级到中甲联赛。2016年，于睿转会中超球队长春亚泰。2020年，他转投上海上港。